# ماتياس أبيرو
ماتياس نيكولاس أبيرو فيلان (من مواليد 9 أبريل 1990) هو لاعب كرة قدم من أوروغواي يلعب في نادي الدرجة الأولى الأوروجواياني C. A. Rentistas، كظهير أيسر.